# Ferruccio Amendola
Pour les articles homonymes, voir Amendola.
Ferruccio Amendola, né le 22 juillet 1930 à Turin et mort le 3 septembre 2001 à Rome, est un acteur italien, également doubleur de voix actif au cinéma et à la télévision.

## Biographie
Ferruccio Amendola est le fils des acteurs Federico Amendola et Amelia Ricci, et le neveu du réalisateur et scénariste Mario Amendola. Il commence sa carrière au cinéma avec le film Gian Burrasca, et parallèlement mène une carrière en tant que doubleur de voix d'acteurs, essentiellement à partir de 1968.
Ferruccio Amendola était marié à  l'actrice et doubleuse Rita Savagnone ; il a un fils, Claudio, qui est aussi acteur. Il est mort à Rome le 3 septembre 2001 des suites d'une « longue maladie ».

## Doublage voix
Ferruccio Amendola est connu comme doubleur de voix d'acteurs comme  Al Pacino, Sylvester Stallone, Dustin Hoffman, Robert De Niro et Tomás Milián, ainsi que Bill Cosby dans la série télévisée le Cosby Show. En outre, il fait la « voix off  » dans des publicités et des fictions télévisées.

## Filmographie
- 1943 : Gian Burrasca, de  Sergio Tofano
- 1948 : Undici uomini e un pallone, de  Giorgio Simonelli
- 1955 : 
  - Ces demoiselles du téléphone ; (Le signorine dello 04
  - La ragazza di Via Veneto, de Marino Girolami
- 1957 : 7 canzoni per 7 sorelle
- 1958 : 
  - I dritti, de Mario Amendola
  - Napoli, sole mio!
  - I prepotenti, de Mario Amendola
  - La zia d'america va a sciare
- 1959 : 
  - La cento chilometri
  - Prepotenti più di prima, de Mario Mattòli
  - Fantasmi e ladri, de Giorgio C. Simonelli
  - La grande guerre, de Mario Monicelli
  - Simpatico mascalzone, de Mario Amendola
- 1960 : La banda del buco, de Mario Amendola
- 1963 : Il ladro di Damasco, de Mario Amendola
- 1965 : 
  - Maciste et les 100 gladiateurs, de Mario Caiano
  - Viaggio di nozze all'italiana, de Mario Amendola
  - West and Soda, de Bruno Bozzetto
- 1966 : Folli d'estate
- 1967 : 
  - Cuore matto... matto da legare, de Mario Amendola
  - Marinai in coperta, de Bruno Corbucci )
  - Riderà, de Bruno Corbucci
  - La vuole lui... lo vuole lei, de Mario Amendola
- 1968 : 
  - Vacanze sulla Costa Smeralda, de Ruggero Deodato
  - Donne, botte e bersaglieri, de Ruggero Deodato
- 1973 : Lacrime d'amore, de Mario Amendola
- 1970 : La Tosca, de Luigi Magni (1973)
- 1976 : Extra, de Daniele D'Anza
- 1977 : Tre tigri contro tre tigri, de Sergio Corbucci et Steno
- 1980 : Faut pas pousser ; (Chissà perché... capitano tutte a me), de Michele Lupo
- 1982 : Storia d'amore e d'amicizia, de Franco Rossi
- 1984 : Quei trentasei gradini, de Luigi Perelli
- 1987 : Little Roma, de Francesco Massaro
- 1990 : Pronto soccorso, de Francesco Massaro
- 1992 : Pronto soccorso 2, de Francesco Massaro

## Doublage
- (1968) Greetings, de Brian De Palma,  Robert De Niro
- (1970) Hi, Mom!, de Brian De Palma, Robert De Niro
- (1971) Panique à Needle Park, de Jerry Schatzberg, Al Pacino
- (1972) Le Parrain, de Francis Ford Coppola, Al Pacino
- (1973) Serpico, de Sidney Lumet,  Al Pacino
- (1974) Le Parrain 2, de  Francis Ford Coppola, Al Pacino
- (1976) 1900, de Bernardo Bertolucci, Robert De Niro
- (1976) Taxi Driver, de Martin Scorsese,  Robert De Niro[3]
- (1977) New York, New York, de Martin Scorsese, Robert De Niro
- (1977) Bobby Deerfield, de Sydney Pollack, Al Pacino
- (1978) Voyage au bout de l'enfer, de Michael Cimino, Robert De Niro
- (1979) Rocky II, de Sylvester Stallone, Sylvester Stallone
- (1980) Raging Bull, de Martin Scorsese, Robert De Niro
- (1982) Rambo, de Ted Kotcheff, Sylvester Stallone
- (1982) Rocky III, de Sylvester Stallone,  Stallone
- (1983) La Valse des pantins, de Martin Scorsese, Robert De Niro
- (1983) Scarface, de Brian De Palma,  Al Pacino
- (1984) Il était une fois en Amérique, de Sergio Leone,  Robert De Niro
- (1984) Falling in Love d'Ulu Grosbard, Robert De Niro
- (1985) Rambo 2 : La Mission, de George P. Cosmatos,  Sylvester Stallone
- (1985) Révolution, de Hugh Hudson, Al Pacino
- (1985) Retour vers le futur, de Robert Zemeckis, Christopher Lloyd
- (1985) Rocky IV, de Sylvester Stallone, Sylvester Stallone
- (1987) Les Incorruptibles, de Brian De Palma, Robert De Niro
- (1988) Midnight Run, de Martin Brest, Robert De Niro
- (1988) Rambo III, de Peter MacDonald, Sylvester Stallone
- (1989) Nous ne sommes pas des anges, de Neil Jordan, Robert De Niro
- (1989) Sea of Love, de Harold Becker, Al Pacino
- (1990) Dick Tracy, de Warren Beatty, Al Pacino
- (1990) The Godfather Part III, de Francis Ford Coppola, Al Pacino
- (1990) Goodfellas, de Martin Scorsese,  Robert De Niro
- (1990) Awakenings, de Penny Marshall, Robert De Niro
- (1990) Rocky V, de John G. Avildsen, Sylvester Stallone
- (1991) Cape Fear, de Martin Scorsese, Robert De Niro
- (1991) Backdraft, de Ron Howard, Robert De Niro
- (1991) Frankie and Johnny, de Garry Marshall, Al Pacino
- (1993) A Bronx Tale, de Robert De Niro,  Robert De Niro
- (1993) This Boy's Life, de Michael Caton-Jones,  Robert De Niro
- (1994) Mary Shelley's Frankenstein, de Kenneth Branagh, Robert De Niro
- (1995) Heat, de Michael Mann,  Robert De Niro
- (1995) Two Bits, de James Foley, Al Pacino
- (1996) The Fan, de Tony Scott,  Robert De Niro
- (1996) Sleepers, de Barry Levinson,  Robert De Niro
- (1996) Marvin's Room, de Jerry Zaks, Robert De Niro
- (1997) Cop Land, de  James Mangold,  Robert De Niro
- (1997) Jackie Brown, de Quentin Tarantino, Robert De Niro
- (1999) Flawless, de Joel Schumacher, Robert De Niro
- (1999) Analyze This, de Harold Ramis, Robert De Niro
- (2000) Men of Honor, de George Tillman, Jr.,  Robert De Niro
- (2000) Get Carter, de Stephen Kay,  Sylvester Stallone